# ألغار دي ميسا
بلدية الغار أو (نقحرة: ألغار دي ميسا) (بالإسبانية: Algar de Mesa) هي بلدية تقع في مقاطعة وادي الحجارة التابعة لمنطقة قشتالة والمنجى وسط إسبانيا.

## الديموغرافيا
بلغ عدد سكان بلدية الغار77 نسمة عام 2011 (وفقاً للمعهد الوطني الإسباني للإحصاء).
| 92 | 80 | 76 | 70 | 61 | 56 | 77 |